# Felix Vašečka
Felix Vašečka (13. ledna 1915 Kátov - 7. září 2001) byl slovenský a československý odbojář, publicista, teoretik vědeckého ateismu, politik Komunistické strany Slovenska, poslanec Slovenské národní rady, Sněmovny národů Federálního shromáždění a ministr spravedlnosti Slovenské socialistické republiky na počátku normalizace.

## Život
Za vysokoškolských studií se zapojil do studentského hnutí, byl funkcionářem Spolku socialistických studentů a Svazu slovenského studentstva. Členem KSČ se stal v roce 1936. Patřil mezi významné osobnosti Slovenského národního povstání. V říjnu 1944 byl povstalci vyslán jako člen delegace do SSSR a odtud na osvobozené území na východě Slovenska. Vedl úřad předsednictva povstalecké Slovenské národní rady, v období únor - duben 1945 byl pověřencem pro sociální péči. Podílel se na založení listu Nové slovo během povstání. V letech 1945–1949 byl předsedou Fondu národní obnovy v Bratislavě, v letech 1951–1953 vedoucím oddělení Slovenského úřadu pro věci církevní. V roce 1953 byl vězněn v rámci vnitřních frakčních bojů v KSČ. Pak se soustředil na akademickou práci, studoval roli církve a státu i teorii ateismu. Od roku 1954 do roku 1968 byl vědeckým pracovníkem Ústavu státu a práva Slovenské akademie věd. V letech 1949–1970 se uvádí jako účastník zasedání Ústředního výboru Komunistické strany Slovenska, ale členem ÚV KSS byl jen v letech 1968–1970.
Jeho politická kariéra pak znovu vyvrcholila během pražského jara. V roce 1968 byl zástupcem pověřence spravedlnosti a v letech 1969–1970 ministrem spravedlnosti Slovenské socialistické republiky ve vládě Štefana Sádovského a Petera Colotky. Po invazi vojsk Varšavské smlouvy do Československa prohlásil: „Aj za okupácie musí platiť právo!“ Od roku 1971 působil v Slovenské akademii věd jako ředitel Ústavu vědeckého ateismu (ředitelem byl až do roku 1985). V roce 1977 byl zvolen členem korespondentem Slovenské akademie věd.
Po provedení federalizace Československa usedl v lednu 1969 do Sněmovny národů Federálního shromáždění. Do federálního parlamentu ho nominovala Slovenská národní rada. Ve FS setrval do března 1971, kdy rezignoval na mandát.

## Ocenění
- Řád Slovenského národního povstání I. třídy (1948)[8]
- Československý válečný kříž 1939 (1948)[2]
- Řád 25. února (1949)[8]
- Řád práce (1969)[6]
- Řád Vítězného února (1981)[9]

## Spisy (výběr)
- Buržoázny štát a cirkev: typické formy spolupráce buržoázneho štátu s náboženskými organizáciami so zvláštnym zretelom na cirkevnopolitickú prax predmníchovskej ČSR. Bratislava: Vydavatelstvo Slovenskej akadémie vied, 1957. 307 s.
- Osvetovou prácou proti prežitkom minulosti: Študijný materiál pre seminár. Bratislava: Osv. ústredie, 1957. 62 s.
- O čom hovoria kumránske rukopisy: Prameň k štúdiu podstaty náboženstva. 1. vyd. Bratislava: Slovenské vydavateľstvo politickej literatúry, 1961. 68 s.
- Funkcia cirkví v spoločnosti. 2., dopln. vyd. Bratislava: Osveta, 1962. 168 s.
- Bystrica žije. 1. vyd. Bratislava: Pravda, 1985. 326 s.
- Kapitoly z bojů proti klerikalismu a za vítězství vědeckého světového názoru. Vyd. 1. Praha: Sekretariát pro věci církevní MK ČSR, 1986. 167 s. cnb000013714.